# Religião na Mesopotâmia

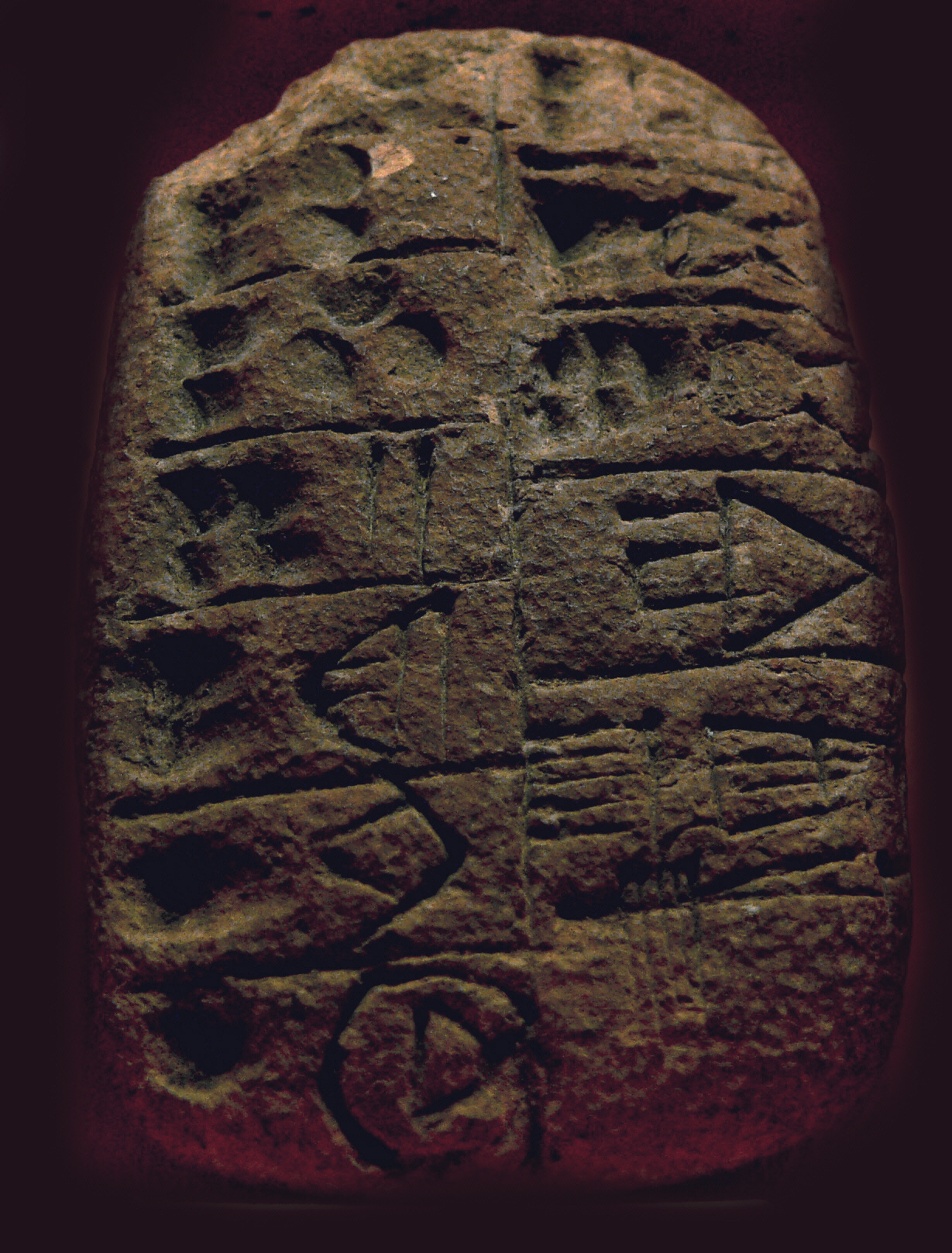
Tábua de Urge que demonstra uma entrega de cereais à deusa Inana atualmente no Museu de Pérgamo.

A antiga religião da Mesopotâmia pode se referir às crenças religiosas sumérias, acádias, babilônicas e assírias que existiram desde o 3º milênio a.C.. Pode-se dizer que as crenças e práticas religiosas na Mesopotâmia formam uma única corrente coerente de tradição de origem suméria. Aos existentes, os acádios (semitas que emigraram para a Mesopotâmia vindos do oeste) foram adicionando e modificando aos poucos, cujas próprias crenças foram amplamente assimiladas e integradas com suas próprias tradições e com as de outros povos que viveram ou coexistiram na Mesopotâmia (região que inclui os atuais Iraque, Cuaite, sudeste da Turquia e nordeste da Síria), com destaque para os babilônios ou assírios e, mais tarde, os arameus e os caldeus.

## História

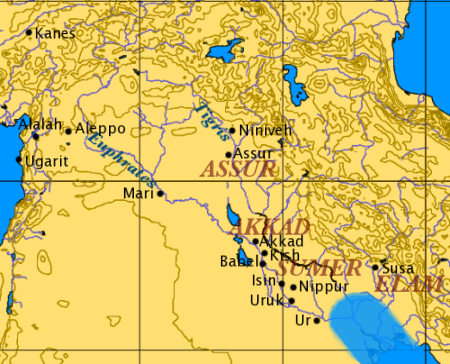
Mapa oficial mostrando todas as cidades da Mesopotâmia.

A Mesopotâmia apresenta três regiões muito distintas, que são: a região do delta, próximo do golfo Pérsico, que constitui propriamente o país da Suméria, pela qual floresceram as cidades de Eridu, Ur, Larsa, Lagas, Uma, Uruque e Xurupaque; a região situada entre os rios Tigre e Eufrates, onde se estabeleceram os primitivos semitas, fundando as cidades de Babilônia, Borsipa, Quis e Sipar; e a região norte, já nas fraldas dos montes, que foi habitada pelos semitas posteriormente, onde foram fundadas as cidades Assur e Nínive.

### Sumérios
Os sumérios tem uma origem incerta. Acredita-se que haviam surgido das regiões montanhosas devido ao costume de erigir templos em forma de grandes construções escalonadas. A princípio, essas construções eram celeiros levantados na imensa planície da Mesopotâmia para justamente evitar inundações. Como estavam protegidas sob um deus local, transformaram-se em centros religiosos sob um sangu mah (sumo sacerdote), que tinha um auxiliar para o patesi (governador), na qual, com o crescimento econômico das cidades, tornou-se um chefe poderoso, que assumiu o título de lugal (rei).

### Acádios
Os acádios provavelmente eram semitas da periferia do deserto, que pouco a pouco se infiltraram nas regiões férteis da Mesopotâmia, tornando-se sedentários e assimilando à civilização suméria. Em sua cidade chamada Agade, surgiu um aventureiro, cujo nome é Sargão da Acádia, que se tornou rei sobre a Acádia e conquistou toda a Mesopotâmia até a Anatólia.

#### Invasão dos Gútios
Muito tempo depois, uma invasão de bárbaros, vindos dos montes Zagros, destrói o Império Acádio, mas respeitam a civilização existente. Sob o patesi Gudea, o reino de Lagas conhece um novo florescimento. Mas o antigo povo da Suméria conseguiu se libertar sob a liderança da cidade de Uruque.

### Amoritas (Amorreus)
Os amoritas eram também povos semitas, mas vindos de Amurru (ocidente), ou seja, a região da atual Síria. Vieram em várias levas, mas se estabeleceram aos poucos na alta Mesopotâmia. Uma leva mais numerosa consegue se impor e fundar a Babilônia, que atinge o poder político e econômico sob o famoso rei babilônico Hamurabi.
A religião da antiga Mesopotâmia alcança seu auge, mas também consegue iniciar um declínio definitivo, como ocorre nos períodos cassitas, assírios e medos.

## Crenças

### Deuses cosmológicos

'Am' escrito em cuneiforme.

- Am (Anu em sumério) é o primeiro deus da antiga tríade cósmica. Seu significado é "o céu". Ele, sendo um Deus Supremo, gera outros deuses e dá poderes aos reis. Seu culto era menos importante quanto a de Enlil e Ea. O santuário de Am foi na cidade de Uruque, mas ficou por muito tempo sem culto,  relativando à pura transcendência. Sua esposa era Anutum, que tem uma personalidade de menos importância;[4]
- Enlil recebeu o segundo elemento divino: a atmosfera (além dela a terra). Seu nome significa "o senhor do tufão". Seu culto era no templo de Ecur, em Nipur. Enlil era encarregado das tábuas do destino e executar os decretos dos deuses, castigando com rigor os homens desobedientes. Além disso era temido e muito invocado. Tinha como esposa Ninlil, de secundária importância;[4]

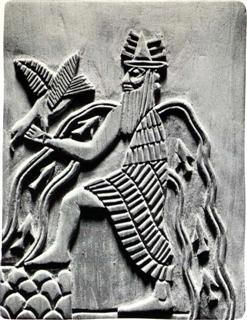
Selo de Ada mostrando Ea

- Ea (Enqui em sumério) era o terceiro da tríade cósmica, que tinha como elemento as águas subterrâneas. Seu nome significa "o senhor do que está em baixo".[4] O santuário de Ea ficava em Eridu. Ea era um deus benéfico, pois representava a riqueza das terras sedentárias da Mesopotâmia. Sua esposa era Ninqui;[5]
- Nergal tinha o quarto elemento, cujo seria o mundo inferior, que era o reino de Aralu, uma terra sem retorno. Estava associado à Ninquigal, deusa do submundo. A princípio era um deus solar que executava as ordens de Anu e viveu por 12 meses, seis no céu e seis no inferno.[5]

### Deuses astrais
- Sim (associado como Nana pelos sumérios) era a representação da lua, ou seja, ilumina os passos durante as longas jornadas noturnas do deserto, além de dar sabedoria às pessoas em suas decisões. A sua cidade de adoração ficava principalmente em Ur, o local de nascimento de Abraão, mas seu santuário também ficava em Harã, lugar que cita o patriarca hebreu. Sua esposa era Ningal, que "gerou" o Sol e Vênus;[5]
- Samas (Utu pelos sumérios) foi um deus do sol e juiz que aplicava as leis rigorosamente, onde via de tudo e depois tomava a nota em seu transcurso diário e após isso iria para o domínio dos mortos, atrás das montanhas, e depois voltava. Seu santuário localizava-se em Larsa, mas tarde em Sipar. Aia, sua esposa, era sua companheira e seu filho Bunoni era o seu conselheiro e cocheiro;[5]

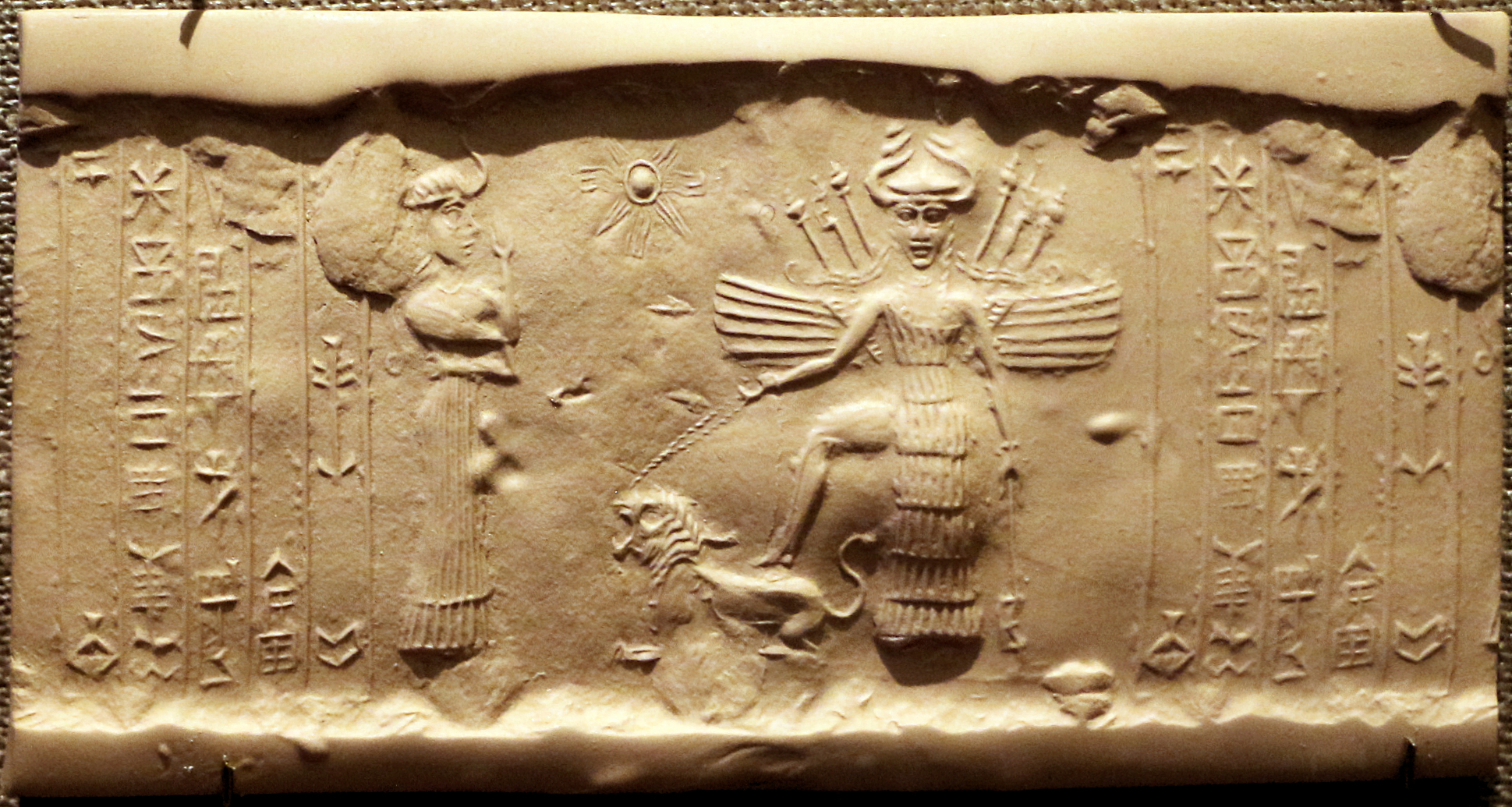
Inana em um selo acádio, c. -

- Istar (Inana em sumério) era a deusa mais adorada pelos mesopotâmicos, sendo representada pelo planeta Vênus e a deusa do amor no seu aspecto verspertino. Era a filha de Sim e, por sincretismo, também de Anu, motivando o título a "rainha dos céus". Ela foi a amante de Dumuzi e, como todas as deusas da fertilidade, passa por momentos de aflição e lamentação pela perda do amante e vai buscá-los nas profundezas da terra, ou seja, em Cur.[6]

### Deuses da natureza
Abaixo dos deuses astrais, contém os deuses da natureza, que são populares, e estão mais próximos dos homens simples, sendo os mais típicos da Ásia Menor:
- Adade (Iscur em sumério) era o deus do trovão que, ao contrário de Enlil, trazia chuvas benéficas. Seu símbolo é o touro, que representa a fecundidade;[7]
- Gibil era o deus do fogo que dissipa as trevas e purifica a atmosfera;[7]
- Tamuz (Dumuzi em sumério) era o deus da vegetação e amante de Istar, identificado pelos estudiosos como Adônis.[7]

### Deuses estatais

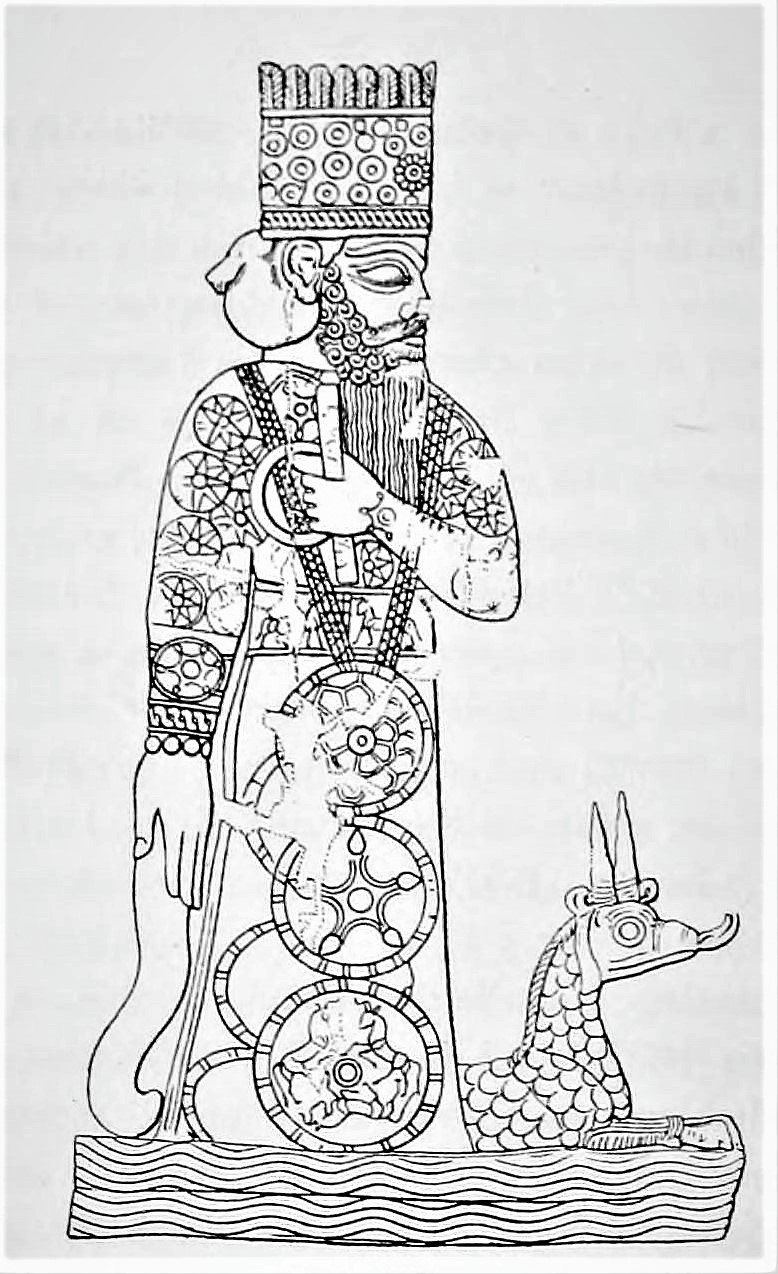
Estátua de Marduque representada em um selo cilíndrico do rei babilônico Marduquezaquirsumi I do século IX a.C..

Os semitas tinham uma cultura de ter sempre um deus protetor em suas cidades, na qual seria uma encarnação do Estado, a quem nomeavam de Baal. Na Mesopotâmia, tiveram dois deuses estatais principais:
- Assur foi o deus do Sol e guardião da cidade Assur, adorado em Nínive;[9]
- Marduque era o deus adorado pelos babilônicos e citado no Enuma Elis como "Deus Supremo", a fim de enfrentar a monstro Tiamate.[9]